# Royal Military College Duntroon

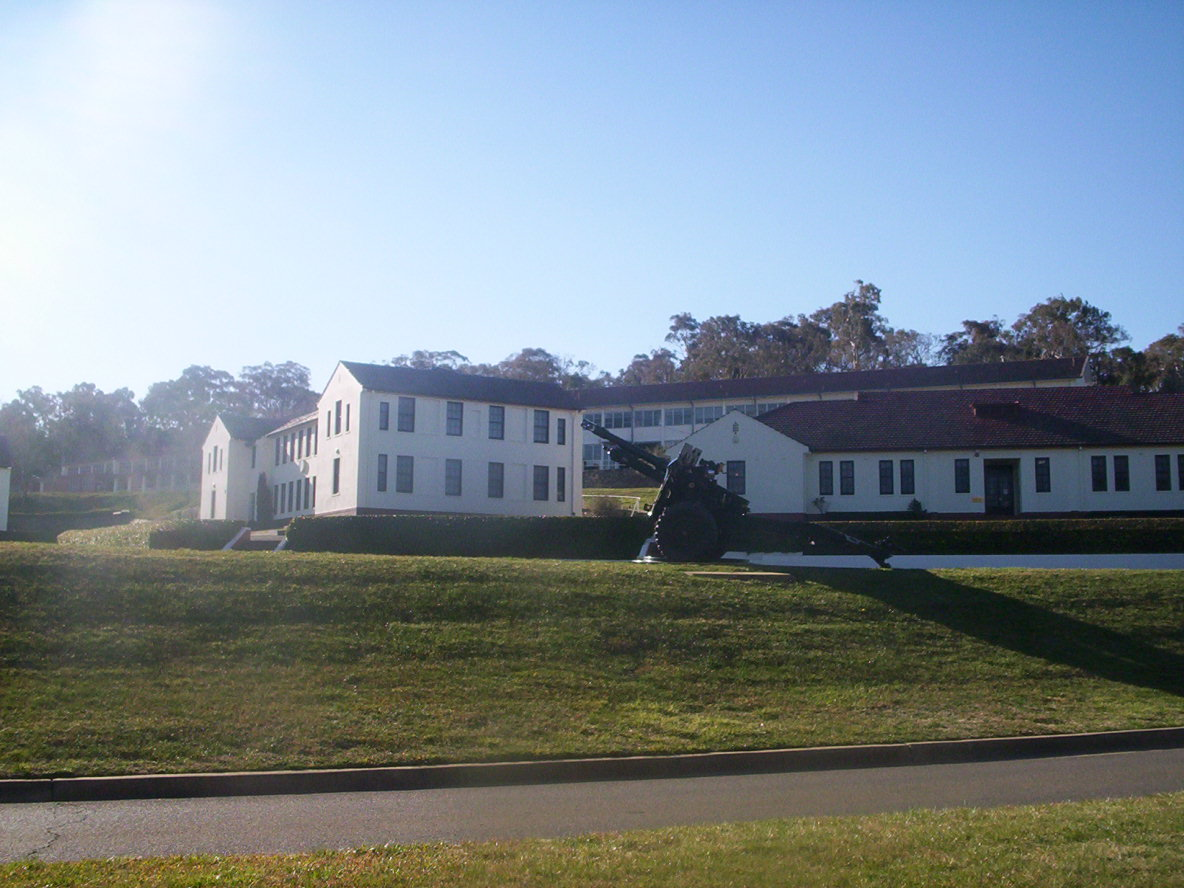
Royal Military College Duntroon

Das Royal Military College Duntroon (RMC, häufig auch einfach als Duntroon bekannt) ist eine Militärakademie in der australischen Hauptstadt Canberra. Es liegt im Stadtteil Duntroon am Fuße des Mount Pleasant, nahe dem Sitz des Verteidigungsministeriums. Nebenan befindet sich die Australian Defence Force Academy. Die Aufgabe der 1911 gegründeten Einrichtung ist es, Kandidaten auf eine Karriere als Berufsoffizier vorzubereiten.

## Geschichte

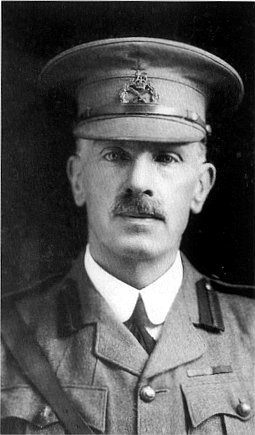
William Bridges

Eröffnet wurde das Royal Military College Duntroon am 27. Juni 1911 durch William Ward, 2. Earl of Dudley, dem damaligen Generalgouverneur von Australien. Es entstand auf dem Gelände des ehemaligen Gehöftes Duntroon der Familie von Robert Campbell, das nach Duntrune Castle in Argyll (Schottland) benannt war. Das College war eines der ersten Einrichtungen der Bundesregierung in der neu geschaffenen Hauptstadt. Die Regierung mietete das anderthalb Quadratkilometer große Anwesen zunächst ab November 1910 und erwarb es schließlich im Juli 1912.
Der erste Kommandant des College war Brigadegeneral William Bridges, der später auf einem Lazarettschiff starb, nachdem er an der Küste von Gallipoli von einem Scharfschützen verwundet worden war. Auf seine Empfehlungen hin wurde das College nach dem Vorbild des Royal Military College of Canada, des Royal Military Academy Sandhurst und der United States Military Academy eingerichtet. Mehrere britische Offiziere, darunter Oberstleutnant Charles Gwynn als Direktor für Militärkunst, wurden dem neu gegründeten College als Dozenten zugewiesen. Während der häufigen Abwesenheit von Bridges diente Gwynn als stellvertretender Kommandant.
Der Erste Weltkrieg gab dem College die erste Chance, seinen Wert zu demonstrieren. Als der Krieg im August 1914 ausbrach, hatte die erste Klasse jedoch nicht genug Zeit gehabt, um den vollständigen Duntroon-Kurs zu absolvieren. Dennoch beschloss die Regierung, die Klasse frühzeitig abzuschließen, damit sie nach Gallipoli geschickt werden konnte. Dort sagte General Ian Hamilton, Kommandeur der Mittelmeer-Expeditionstruppe, dass „…jeder in Duntroon ausgebildete Offizier … sein Gewicht in Gold wert war“. Während des Krieges waren 158 Duntroon-Absolventen in den aktiven Dienst nach Übersee geschickt worden, von denen 42 ums Leben kamen und weitere 58 verwundet wurden. 1927 überreichte der Duke of York (der spätere König George VI.) dem College die königliche Standarte.

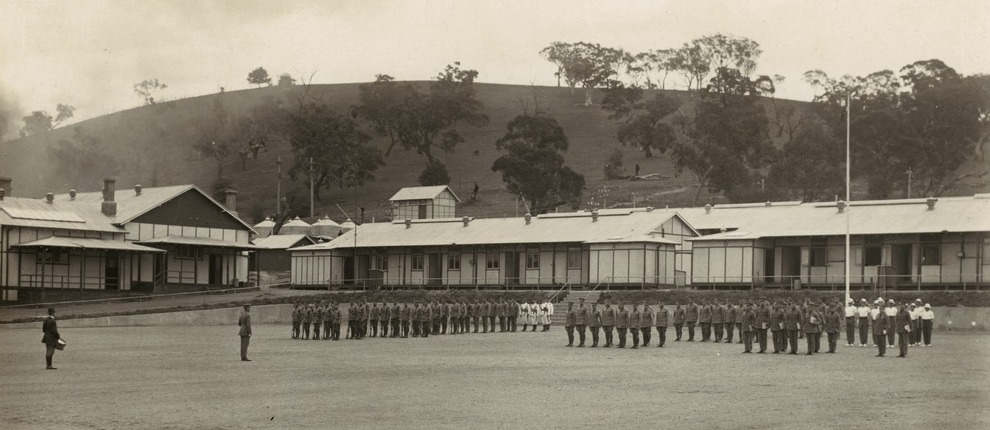
Parade der Kadetten (ca. 1920)

Zu Beginn bot das College einen vierjährigen Kurs an, wobei sich die ersten beiden Jahre auf zivile und die letzten beiden auf militärische Themen konzentrierten. Während des gesamten Kurses gab es jedoch eine militärspezifische Ausbildung, einschließlich körperlicher Ertüchtigung, Drill, Signalgebung und Waffenhandhabung. Mit den Auswirkungen der beiden Weltkriege änderten sich jedoch im Laufe der Jahre die Dauer und der Schwerpunkt des Kurses, wie es die Anforderungen der Armee notwendig machten. Aufgrund des wirtschaftlichen Abschwungs, der durch die Weltwirtschaftskrise verursacht worden war, musste das College aus Spargründen zwischen 1931 und 1936 in die Victoria Barracks in Sydney umziehen.
Während des Zweiten Weltkrieges führte das College Kurzkurse von sechs Monaten bis zu einem Jahr durch. Schließlich leisteten 696 Absolventen einen aktiven Dienst in Übersee, entweder in den australischen, britischen oder neuseeländischen Streitkräften, während weitere 122 ehemalige Kadetten, die keinen Abschluss hatten, in unterschiedlichen Funktionen dienten. Von diesen 122 durchliefen drei eine bemerkenswerte Karriere: Dabei stieg einer in den Rang eines Brigadiers der australischen Armee auf, ein anderer in den eines Brigadiers der neuseeländischen Armee, ein dritter in den Rang eines Generalleutnants der britisch-indischen Armee und Stabschefs neu gebildeten Armee Pakistans.
Nach Kriegsende legte man die Dauer des Kurses wieder auf vier Jahre fest und man bemühte sich, die akademische Strenge in den Programmen des College zu erhöhen. Dies gipfelte 1967, als das College eine Partnerschaft mit der University of New South Wales (UNSW) einging, um ab dem akademischen Jahr 1968 Bachelor-Kurse in Kunst, Wissenschaft oder Technik anzubieten. Im Rahmen dieses Programms wurden 1971 die ersten Abschlüsse des RMC verliehen. Um ihren Abschluss zu erlangen, mussten die Kadetten sowohl in militärischen als auch in akademischen Studien und in Führungspositionen bestehen. Die Verbindung mit der UNSW endete 1969 beinahe, als das College im Mittelpunkt einer Untersuchung stand: Gerry Walsh, ein Mitglied des akademischen Personals, deckte Einzelheiten über systematische Schikanen auf, die ihm von einem Studenten des Colleges gemeldet worden waren. Die Untersuchung führte zum Ende mindestens einer Militärkarriere, während andere Mitarbeiter strenge Strafen erhielten. 1983 wurde ein ähnlicher Skandal aufgedeckt.
Mit der Schließung der Offizierskadettenschule in Portsea im Dezember 1985 und der Offiziersausbildungsabteilung für Frauen in Georges Heights bei Sydney ein Jahr zuvor war Duntroon zur einzigen Ausbildungsstätte für Offiziere der australischen Armee geworden. Alle Offiziere der regulären Armee, die in Kampfeinheiten, in der Kampfunterstützung oder im Dienstunterstützungskorps dienten, mussten Lehrgänge in Duntroon absolvieren, um in Dienst gestellt zu werden. 1986 änderte sich die Rolle des College mit der Gründung der Australian Defence Force Academy (AFDA) erneut. Infolge dieser Veränderung bot Duntroon keine Universitätsabschlüsse mehr an, da nun die ADFA für die akademische Ausbildung von Kadetten der Armee sowie der Luftwaffe und der Marine zuständig war. Im selben Jahr feierte das College sein 75-jähriges Bestehen. Als Anerkennung dafür gab die australische Post eine 33-Cent-Briefmarke mit dem Kopf eines männlichen Offizierskadetten heraus; der erste Ausgabetag war der 27. Juni 1986.
Ab 1995 war das College für die militärische Erstausbildung aller Vollzeit-, Teilzeit- und Spezialdienstoffiziere der australischen Armee verantwortlich. Dies führte zur Zentralisierung aller Offiziersausbildungskurse unter der Schirmherrschaft des College. Dazu gehörten auch Kurzkurse für Spezialdienstoffiziere wie Ärzte, Krankenschwestern, Rechtsanwälte und Kapläne sowie die Durchführung des letzten Moduls des Ausbildungskontinuums für Reserveoffiziere. Für eine kurze Zeit absolvierten Reserveoffiziere eine verkürzte sechsmonatige Version des Vollzeitkurses. Für die Vollzeitkadetten des allgemeinen Kurses blieb das Programm jedoch im Wesentlichen unverändert gegenüber dem Programm, das nach der Gründung der ADFA eingeführt wurde, als man den Kurs auf 18 Monate reduzierte und in drei verschiedene Klassen aufteilte.
Anonyme Überprüfungen der Offiziersausbildung im Jahr 2007 brachten Rassismus und Belästigung weiblicher Rekruten ans Licht. Im Jahr 2011 gab der spätere Parlamentsabgeordnete Andrew Wilkie zu, während seiner Zeit in Duntroon sowohl Opfer als auch Täter gewesen zu sein. Ebenfalls 2011 feierte das College sein hundertjähriges Bestehen. Im Rahmen der Feierlichkeiten überreichte Königin Elisabeth II. dem College eine neue Standarte.

## Gebäude

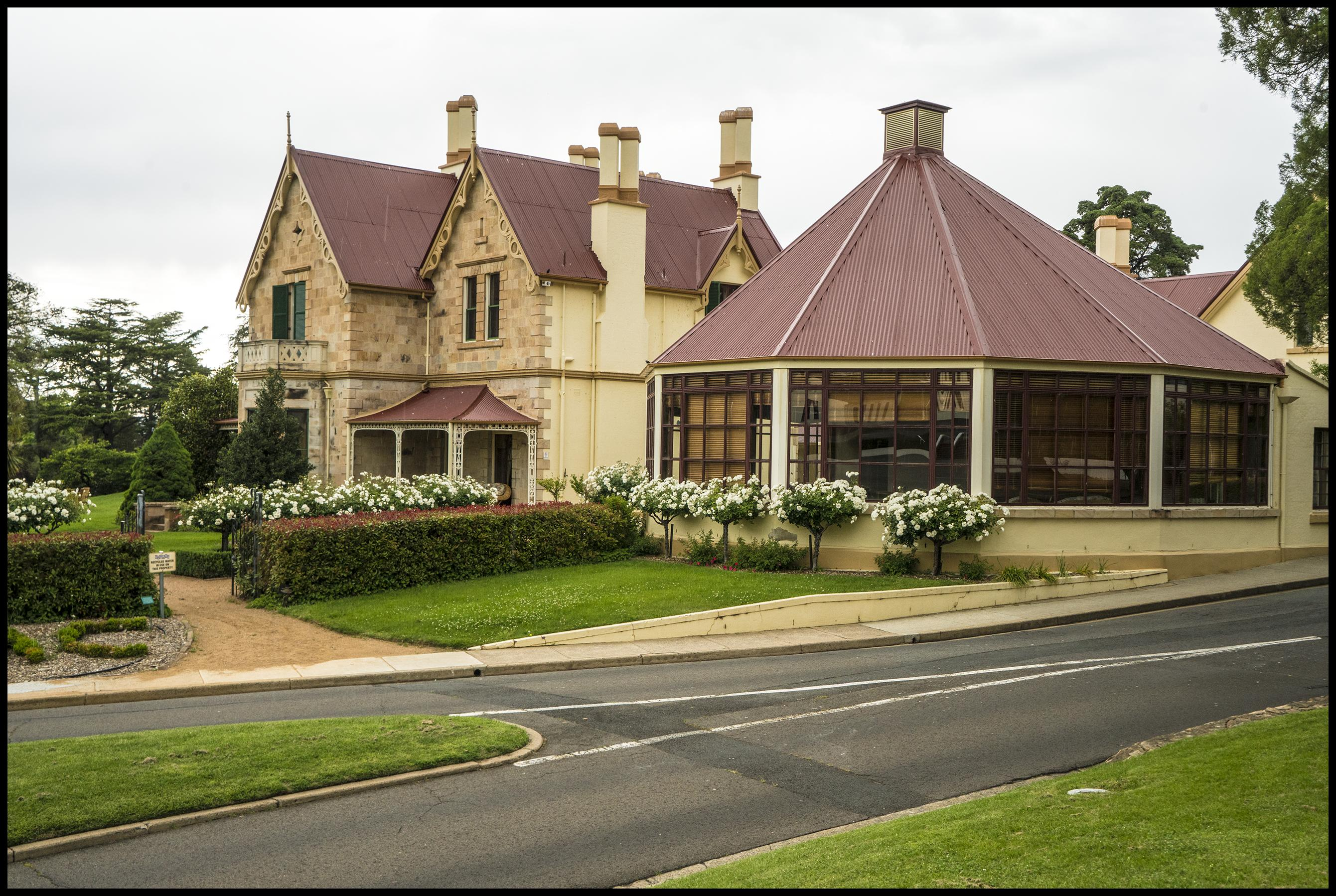
Offiziersmesse

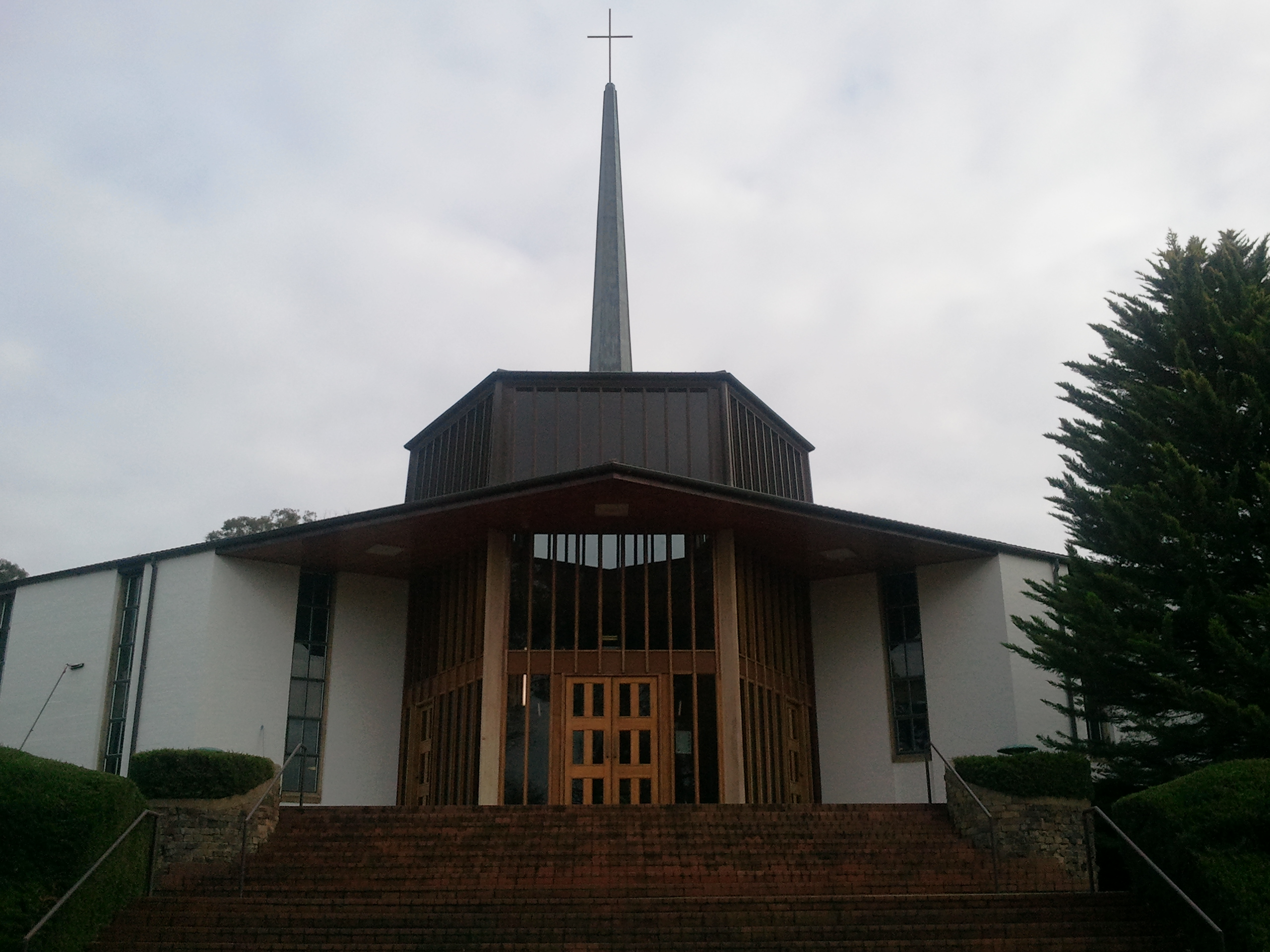
Anzac Memorial Chapel of St Paul

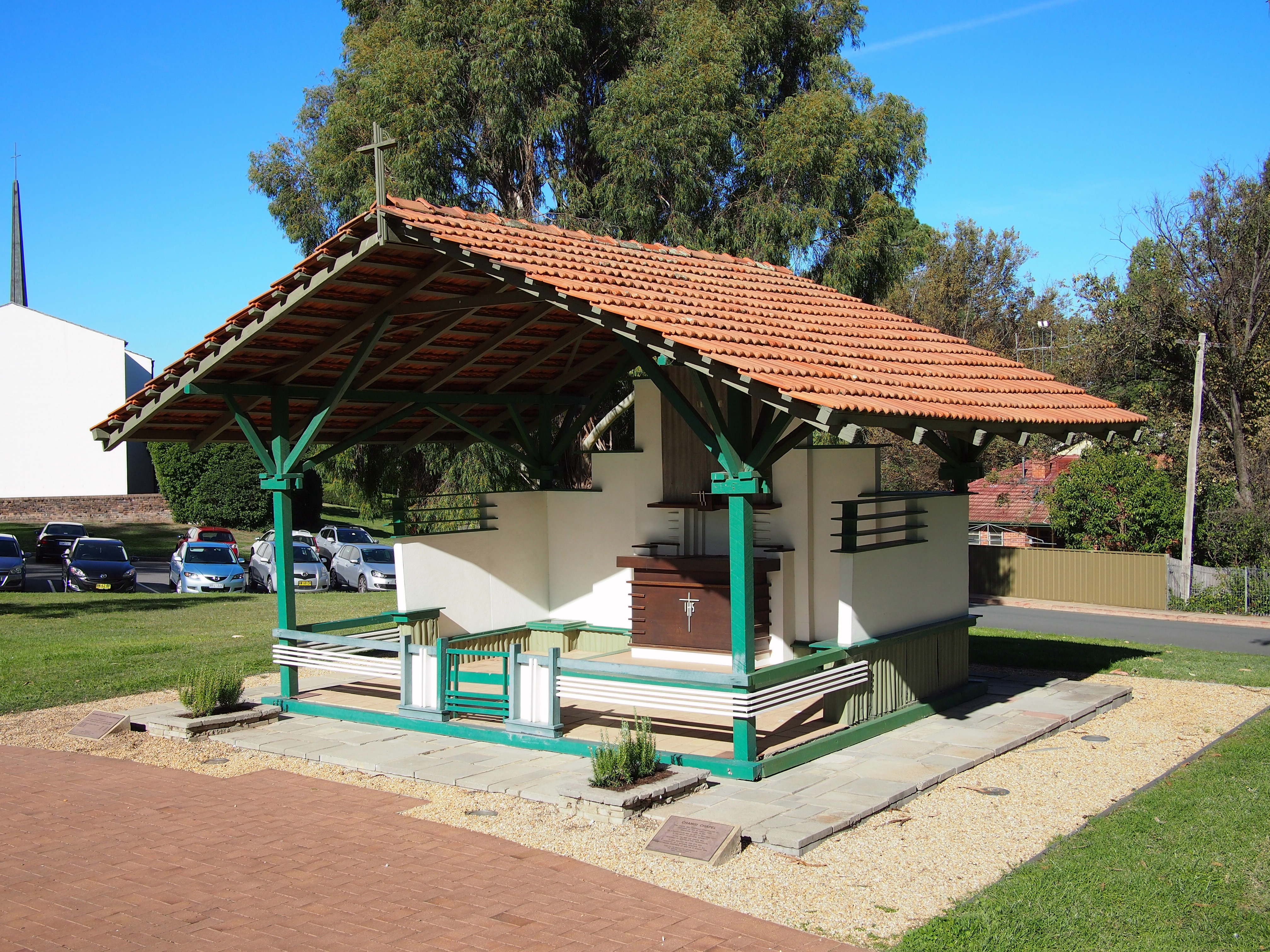
Changi-Kapelle

Das College befindet sich am Fuße des Mount Pleasant auf dem Duntroon-Anwesen. Der Stützpunkt ist einer der wenigen für die Öffentlichkeit zugänglichen militärischen Einrichtungen in Australien und umfasst ein großes Gelände mit einem Golfplatz, eine Bibliothek, ein Wohnviertel für Armeeangehörige und ihre Familien, verschiedene Logistik- und Infrastruktureinheiten, ein Militärkrankenhaus, ein Einzelhandelsbereich, weitläufige Sportanlagen und die Australian Defence Force Academy.
Die Schiffsglocke der MV Duntroon (die von 1942 bis 1949 als Truppentransportschiff diente) wurde beim Verkauf des Schiffes durch ihre australischen Eigentümer 1960 entfernt und 1978 dem College überreicht. Sie wird täglich als Teil der Flaggenparade der Kadetten geläutet. Viele der ursprünglichen Gebäude aus der Zeit der Eröffnung des College im Jahr 1911 existieren noch heute, werden weiterhin genutzt und stehen unter Denkmalschutz. Ein Beispiel dafür ist die Offiziersmesse, bekannt als Duntroon House, ein imposantes Gebäude aus Stein, das ursprünglich als Wohnhaus der Familie Campbell errichtet worden war.
Am 30. April 1966 wurde die Anzac Memorial Chapel of St Paul eröffnet. Die Kapelle hat ein gemeinsames Foyer mit zwei spezifischen Kapellen: einerseits anglikanisch/protestantisch, andererseits römisch-katholisch. Nicht mehr genutzte Standarten werden im Foyer ausgestellt. Ebenfalls im Foyer gibt es ein ewiges Licht, das leuchtet, während ehemalige Kadetten mit der Australian Defence Force im Einsatz sind. Nebenan steht die Changi-Kapelle, die 1944 in Singapur von australischen Kriegsgefangenen erbaut, auf dem Gelände rekonstruiert und im August 1988 neu eingeweiht wurde.

## Kommandanten
Zu den bekanntesten Kommandanten des Royal Military College Duntroon gehören:
- 1910–1914: William Bridges, erster Chef des australischen Generalstabs
- 1933–1935: John Lavarack, Oberbefehlshaber der First Australian Army und Gouverneur von Queensland
- 1949–1951: Henry Wells, Chef des australischen Generalstabs
- 1997–1998: Peter Cosgrove, Generalgouverneur von Australien